# Крутая Балка (Харьковская область)
Крутая Балка (укр. Крута Балка) — село в Валковской городской общине Богодуховского района Харьковской области Украины.
Код КОАТУУ — 6321281003. Население по переписи 2001 г. составляет 25 (11/14 м/ж) человек.

## Географическое положение
Село Крутая Балка находится в 2-х км от села Новоселовка и в 4-х км от села Благодатное, на расстоянии в 1 км расположена балка Антонов Терен в которой берет начало один из истоков реки Чутовка.

## История
- 1857 — дата основания.